# Кулой (Пинежский район)
Кулой — деревня в Пинежском районе Архангельской области. Входит в состав муниципального образования «Пинежское».
В 1867 году казна продала Кулойский солепаренный завод купцу Т. И. Русанову. Кулойский посад переименовали в село, а жители из мещан стали крестьянами.

## География
Деревня расположена на правом берегу реки Кулой, выше устья Полты и ниже устья Кёлды. К востоку от деревни проходит автодорога «Архангельск — Белогорский — Пинега — Совполье — Кимжа — Дорогорское — Мезень».

## Население
| 2002 | 2010 | 2012 |
| ---- | ---- | ---- |
| 34   | ↘14  | ↘13  |

Население деревни, по данным Всероссийской переписи населения 2010 года, составляла 14 человек. В 2009 году числилось 18 человек, из них 6 пенсионеров.

### Карты
- [mapq38.narod.ru/map1/index111.html Топографическая карта Q-38-111,112. Пинега]
- Топографическая карта Q-38-25_26.
- Кулой. Публичная кадастровая карта
- Кулой на карте Wikimapia